# Бернхард X фон дер Шуленбург
Бернхард X фон дер Шуленбург (на немски: Bernhard X von der Schulenburg; * 1466; † 1508) е граф от благородническия род „фон дер“.

## Произход
Той е син на Бернхард VIII фон дер Шуленбург († 1466/1470/1479) и съпругата му Катарина фон Бредов. Баща му се жени втори път за Аделхайд фон Бюлов. Брат е на рицар Фриц V фон дер Шуленбург († 1502/1505).

## Фамилия
Бернхард X фон дер Шуленбург се жени за Маргарета фон Бодендик. Те имат седем деца:

- Бернхард фон дер Шуленбург
- Левин фон дер Шуленбург
- Кристоф III фон дер Шуленбург († 1570), женен I. за Анна фон Алвенслебен († 1550); имат 15 деца, II. 1553 г. за Гизела фон дер Кнезебецк (1524 – 1598); имат 12 деца
- Катарина фон дер Шуленбург († сл. 1541)
- Кунигунда фон дер Шуленбург († сл.1541)
- Анна фон дер Шуленбург, омъжена за Курт фон Маренхолц
- Хиполита фон дер Шуленбург